# Laurids Henriksen Lindenov
Laurids (eller Lars) Henriksen Lindenov til Oregård (omkring 1650 – 10. oktober 1690) var en dansk amtmand.
Han var søn af Henrik Ottesen Lindenov (død 1673) og Beate Christoffersdatter Ulfeldt. 
Han havde, formentlig på udlandsrejser, fået betydelige sprogkundskaber, var dygtig til at ride, fægte og danse, til matematik og arkitektur, så at han ”kunne passere for Professor deri”. I nogle år var han kammerjunker hos kong Christian 5. og fulgte ham på hans rejser samt var derpå nogen tid i samme egenskab ved det gottorpske hof hos kongens søster. 
I 1681 blev han amtmand over Bergenhus Amt og fungerede også som stiftamtmand for den umyndige Christian Gyldenløve. Han var assessor i overhofretten, i hvis møder han dog kun deltog lidt, samt efterhånden kancelli-, justits- og etatsråd. Sammen med amtmand Hans Lillienskiold i Finmarken foretog han fra marts 1685 til januar 1686 på orlogsskibet Havfruen en undersøgelses- og inspektionsrejse til Nordland og Finmarken mod den russiske grænse, på hvilken han ofte var i fare, og hvorover han leverede kongen ”en kuriøs Beskrivelse”. 
Efter et besøg i Danmark druknede han sammen med sin gravide hustru og flere slægtninge 10. oktober 1690 ved Solesand på Jæderen, nær Stavanger. 
Han var et par år tidligere blevet gift med Deliana Lützow (født 9. november 1659), en datter af amtmand Hugo Lützow til Lundsgård. Han efterlod sig ved sin død en større bogsamling. 